# Nicolás Asencio
Nicolás Geovanny Asencio Espinoza (Machala, 26 de abril de 1975) es un exfutbolista ecuatoriano. Jugaba en la función de delantero, aunque también se desempeñaba ocasionalmente como media punta. Su último equipo fue el Toreros Fútbol Club, de la Segunda Categoría ecuatoriana. Recientemente, se desempeña como coordinador deportivo en el Barcelona Sporting Club.

## Selección nacional
Con la selección de fútbol de Ecuador jugó el Mundial 2002 en Corea-Japón.

#### Participaciones enCopas del Mundo
| Mundial                       | Sede                  | Resultado      | PJ | GA | Asis |
| ----------------------------- | --------------------- | -------------- | -- | -- | ---- |
| Mundial de Corea y Japón 2002 | Corea del Sur y Japón | Fase de grupos | 1  | 0  | 0    |

#### Participaciones enCopas América
| Torneo                 | Sede                   | Resultado              | PJ | GA | Asis |
| ---------------------- | ---------------------- | ---------------------- | -- | -- | ---- |
| Copa América 1995      | Uruguay                | Fase de grupos         | 2  | 0  | 0    |
| Copa América 1999      | Paraguay               | Fase de grupos         | 1  | 0  | 0    |
| Total en Copas América | Total en Copas América | Total en Copas América | 3  | 0  | 0    |

#### Participaciones enCopas Oro
| Torneo        | Sede           | Resultado      | PJ | GA | Asis |
| ------------- | -------------- | -------------- | -- | -- | ---- |
| Copa Oro 2002 | Estados Unidos | Fase de grupos | 2  | 0  | 0    |

#### Participaciones enEliminatorias al Mundial
| Eliminatoria                                | Sede del Mundial      | Posición      | Resultado   | PJ | GA | Asis |
| ------------------------------------------- | --------------------- | ------------- | ----------- | -- | -- | ---- |
| Eliminatorias Mundial de Corea y Japón 2002 | Corea del Sur y Japón | 2°lugar 31pts | Clasificado | 0  | 0  | 0    |

## Trayectoria-Clubes
| Club                | País      | Año         |
| ------------------- | --------- | ----------- |
| LDU de Machala      | Ecuador   | 1991        |
| Nueve de Octubre    | Ecuador   | 1992-1993   |
| Barcelona SC        | Ecuador   | 1993        |
| Calvi               | Ecuador   | 1994        |
| Aucas               | Ecuador   | 1995        |
| Barcelona SC        | Ecuador   | 1996-1998   |
| Tecos de la UAG     | México    | 1999        |
| Ferro Carril Oeste  | Argentina | 1999        |
| Barcelona SC        | Ecuador   | 2000        |
| Millonarios         | Colombia  | 2001        |
| Barcelona SC        | Ecuador   | 2001 - 2002 |
| Jaibos              | México    | 2003        |
| Barcelona SC        | Ecuador   | 2003        |
| El Nacional         | Ecuador   | 2004        |
| Deportivo Cuenca    | Ecuador   | 2005        |
| Cobreloa            | Chile     | 2006        |
| Barcelona SC        | Ecuador   | 2006        |
| Wilstermann         | Bolivia   | 2007        |
| Barcelona SC        | Ecuador   | 2007        |
| Macará              | Ecuador   | 2008        |
| Deportivo Quito     | Ecuador   | 2009        |
| Atlético Audaz      | Ecuador   | 2009        |
| Espoli              | Ecuador   | 2011        |
| Grecia              | Ecuador   | 2012        |
| ATV Piñas           | Ecuador   | 2015        |
| Toreros Fútbol Club | Ecuador   | 2016        |

## Palmarés

### Campeonatos nacionales
| Título                 | Club            | País    | Año  |
| ---------------------- | --------------- | ------- | ---- |
| Campeonato Ecuatoriano | Barcelona SC    | Ecuador | 1997 |
| Campeonato Nacional    | Deportivo Quito | Ecuador | 2009 |

Otros logros:
| Título                             | Club      | País    | Año  |
| ---------------------------------- | --------- | ------- | ---- |
| Subcampeón de la Copa Libertadores | Barcelona | Ecuador | 1998 |